# Nota edukacyjna
Nota edukacyjna lub Nota księgowa do bilansu wiedzy osobistej – dokument finansowy charakterystyczny dla gospodarki opartej na wiedzy wystawiany przez jednostki edukacyjne, tj. uczelnie i instytucje szkoleniowe, w celu potwierdzenia wartości ekonomicznej kompetencji nabytych przez absolwenta lub wykwalifikowanego pracownika w procesie kształcenia.
Noty edukacyjne powinny ułatwiać wykwalifikowanemu pracownikowi sporządzenie tzw. bilansu wiedzy osobistej, który podlega księgowaniu w systemie postindustrialnej rachunkowości umożliwiającej sporządzenie raportu finansowego o kapitale intelektualnym przedsiębiorstwa.
Nota edukacyjna to dokument ścisłego zarachowania zawierający następujące elementy:
- dane identyfikujące dokument: numer, miejsce i datę wystawienia,
- wskazanie stron procesu kształcenia: jednostki edukacyjnej i kształconej osoby,
- specyfikację zakresu i przedmiotu nabytych kompetencji,
- wartość wykształconych kompetencji wyrażoną w jednostkach pieniężnych ustaloną w oparciu o kategorię kosztu historycznego lub kosztu normatywnego,
- informacje dodatkowe, np.: kod numeryczny kwalifikacji w klasyfikacji zawodów i specjalności, uzyskaną ocenę z testu kompetencji sprawdzającego efekty kształcenia,
- podpis i pieczęć kierownika jednostki edukacyjnej[2].